# Hollingworth
Hollingworth är en ort i distriktet Tameside, Storbritannien. Den ligger i grevskapet Greater Manchester och riksdelen England, i den centrala delen av landet, 270 km nordväst om huvudstaden London. Hollingworth ligger 154 meter över havet, och antalet invånare är 2 447. Hollingworth var en civil parish 1866–1936 när blev den en del av Longdendale. Civil parish hade 2 299 invånare år 1931. Byn nämndes i Domedagsboken (Domesday Book) år 1086, och kallades då Holisurde.
Terrängen runt Hollingworth är kuperad åt nordost, men åt sydväst är den platt. Hollingworth ligger nere i en dal.Runt Hollingworth är det mycket tätbefolkat, med 1 517 invånare per kvadratkilometer. Närmaste större samhälle är Manchester, 18,8 km söder om Hollingworth. Trakten runt Hollingworth består i huvudsak av gräsmarker.